# Vändskiva (vägtrafik)

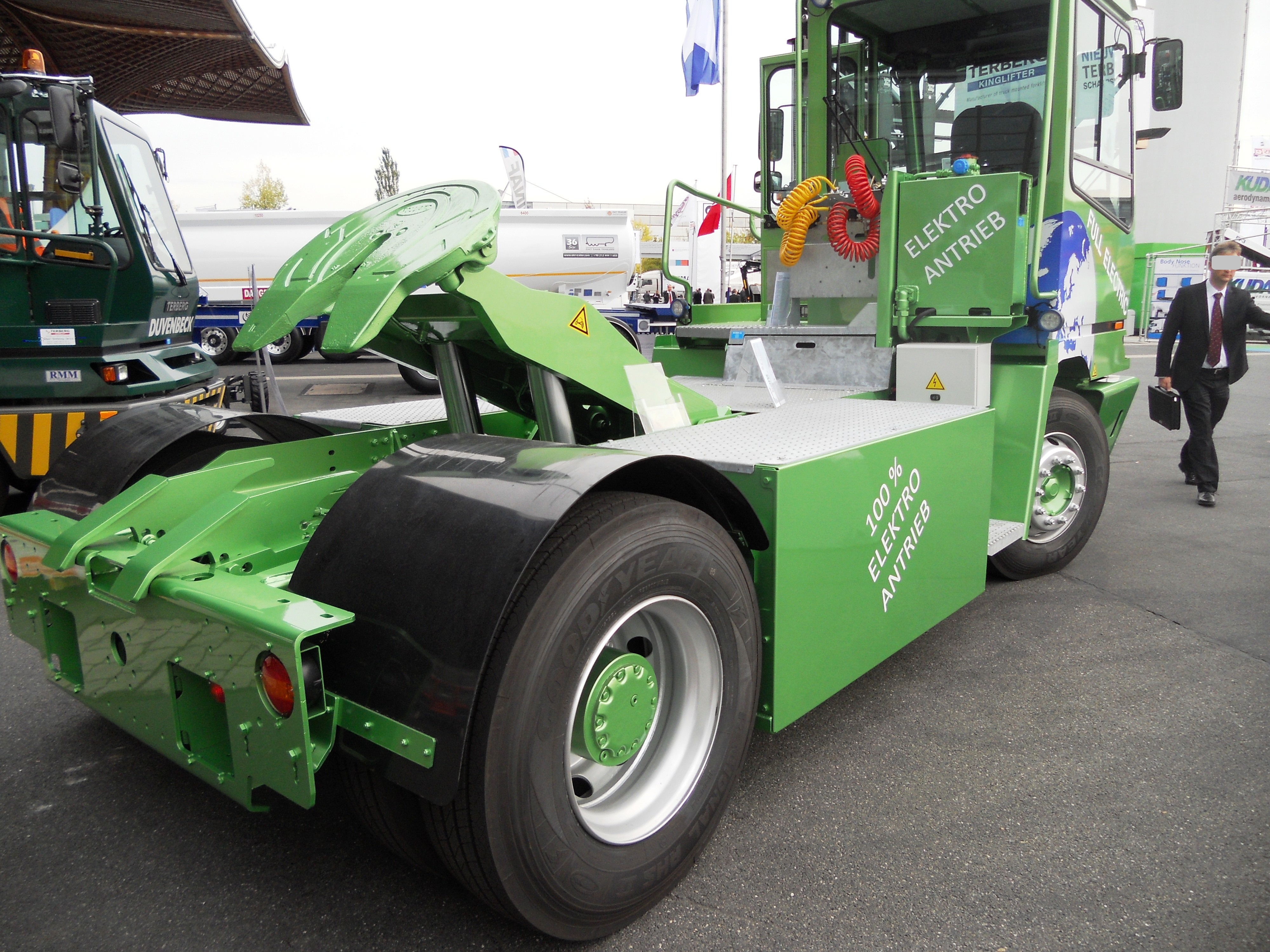
Vändskiva på en elmotordriven Terberg terminaltraktor

Vändskiva, konstruktion som sitter bak på en trailerdragare (dragbil eller terminaltraktor), varpå en trailer kan röra sig då dragfordonet svänger i förhållande till trailern.